# Лейди Нюнс (залив)
Заливът Лейди Нюнс (на английски: Lady Newnes Bay) е залив в северозападната част на море Рос, част от акваторията на тихоокеанския сектор на Южния океан, край бреговете на Източна Антарктида, Земя Виктория, Бряг Борхгревинк. Простира се на 96 km между нос Сибалд на югозапад и остров Коулмен на североизток. Вдава се в континента на около 70 km. От север, северозапад и запад в него се „вливат“ големите долинни ледници Борхгревинк, Маринър, Уайлд и Авиатор и други по-малки.
Заливът е открит през януари 1900 г. от участниците в британската антарктическа експедиция (1898 – 1900), възглавявана от норвежкия полярен изследовател Карстен Борхгревинк и е наименуван в чест на лейди Нюнс (1848 – 1925), съпруга на Джордж Нюнс (1851 – 1910), спонсор на експедицията.
- Югозападната част на залива Лейди Нюнс
- Североизточната част на залива Лейди Нюнс